# Emily (film)
Emily är en brittisk biografisk dramafilm från 2022, skriven och regisserad av Frances O'Connor. Den utgör en delvis fiktiv porträttering av den brittiska författaren Emily Brontë.
Filmen hade världspremiär på Toronto International Film Festival den 9 september 2022. Den hade svensk biopremiär den 25 november 2022.

## Handling
När Emily Brontë ligger på sin dödsbädd får hon frågan av äldre systern Charlotte vad som inspirerade henne till att skriva romanen Svindlande höjder. Vad som följer är en tillbakablick på Emilys unga år och hennes relationer till syskonen, fadern och pastorsadjunkten William Weightman.
Emily växer upp på den engelska landsbygden under den första halvan av 1800-talet. Hon tycks leva innesluten i sin egen värld och trivs bäst med att hitta på historier. När den unge pastorsadjunkten Weightman anländer för att tjänstgöra i församlingen där Emilys far är präst, är hon först avvisande mot honom, trots att hennes systrar svärmar kring honom. Emily reser iväg för att arbeta som lärare, men återvänder hem som ett misslyckande. Weightman börjar då undervisa Emily i franska. En ömsesidig, förbjuden passion växer fram mellan Emily och Weightman och de inleder så småningom ett hemligt förhållande. När Charlotte börjar misstänka att Emily och Weightman är mer än bara vänner, avslutar Weightman hastigt förhållandet och avvisar alla närmanden från Emily. Emily blir förkrossad och under inflytande från sin bohemiske bror Branwell, hanterar hon sorgen med opium.
Efter en tid bestämmer sig Emily för att gå vidare med sitt liv, genom att åka till Bryssel tillsammans med Charlotte för att studera. Medan systrarna är utomlands får kärleksaffären mellan Emily och Weightman ett definitivt och tragiskt avslut.

## Rollista
- Emma Mackey – Emily Brontë
- Oliver Jackson-Cohen – William Weightman
- Fionn Whitehead – Branwell Brontë
- Alexandra Dowling – Charlotte Brontë
- Amelia Gething – Anne Brontë
- Adrian Dunbar – Patrick Brontë
- Gemma Jones – Aunt Branwell
- Gerald Lepkowski – Mr Linton

## Om filmen
Filmen spelades in i Haworth, West Yorkshire, mellan den 16 april och den 26 maj 2021. Filmen är Frances O'Connors regidebut.